# Conte di Kimberley
Conte di Kimberley è un titolo nobiliare inglese nella Parìa del Regno Unito.

## Storia
Il titolo venne creato nel 1866 per il politico liberale John Wodehouse, III barone Wodehouse. Durante la sua lunga carriera politica fu Lord Luogotenente d'Irlanda, Segretario di Stato per le Colonie, Segretario di Stato per l'India e Segretario di Stato per gli Affari Esteri. Venne succeduto da suo figlio, il II conte. Dapprima liberale come suo padre, successivamente aderì al partito laburista divenendo membro della camera dei lords in questa coalizione. Suo figlio primogenito, il III conte, fu parlamentare per la costituente di Mid Norfolk alla camera dei comuni nelle file dei liberali. Attualmente i titoli sono passati al nipote di quest'ultimo, il V conte, succeduto al padre nel 2002.

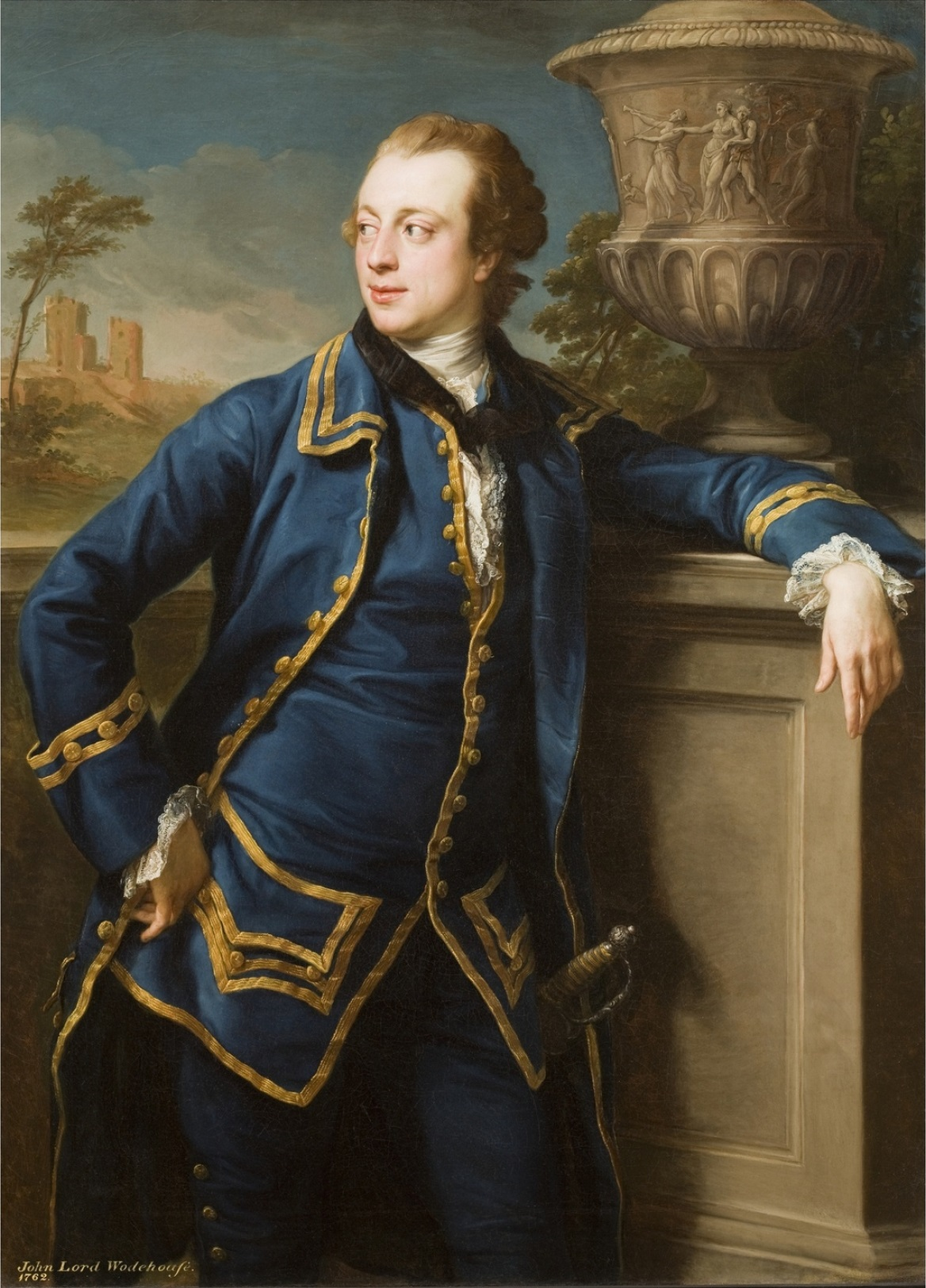
John Wodehouse, I barone Wodehouse, all'età di 23 anni

Il titolo di Barone Wodehouse, di Kimberley nella contea di Norfolk, venne creato nella Parìa di Gran Bretagna nel 1797 per Sir John Wodehouse, VI baronetto, di Wilberhall. Questi era stato parlamentare per la costituente di Norfolk e suo figlio, il II barone, sedette poi come parlamentare per le costituenti di Great Bedwyn e Marlborough. Venne succeduto da suo nipote, il già menzionato III barone (figlio di Henry Wodehouse), che venne poi creato conte di Kimberley nel 1866.
Il Baronettaggio, di Wilberhall nella contea di Norfolk, venne creato nel Baronettaggio d'Inghilterra nel 1611 per Philip Wodehouse, già membro del parlamento per Castle Rising. Suo figlio, il II baronetto, fu membro del parlamento per Thetford. Venne succeduto da suo figlio, il III baronetto, che rappresentò Thetford e Norfolk alla camera dei comuni. Suo nipote, il IV baronetto, fu membro del parlamento per queste stesse costituenti. Il figlio di quest'ultimo, ilV baronetto, rappresentò Norfolk alparlamento e venne succeduto da suo figlio, il già menzionato VI baronetto, che venne elevato alla parìa nel 1797.

## Baronetti Wodehouse, di Wilberhall (1611)
- Sir Philip Wodehouse, I baronetto (m. 1623)
- Sir Thomas Wodehouse, II baronetto (c. 1585–1658)
- Sir Philip Wodehouse, III baronetto (1608–1681)
  - Sir Thomas Wodehouse (m. 1661)
- Sir John Wodehouse, IV baronetto (1669–1754)
- Sir Armine Wodehouse, V baronetto (c. 1714–1777)
- Sir John Wodehouse, VI baronetto (1741–1834) (creato Barone Wodehouse nel 1797)

## Baroni Wodehouse (1797)
- John Wodehouse, I barone Wodehouse (1741–1834)
- John Wodehouse, II barone Wodehouse (1770–1846)
  - Hon. Henry Wodehouse (1799–1834)
- John Wodehouse, III barone Wodehouse (1826–1902) (creato Conte di Kimberley nel 1866)

## Conti di Kimberley (1866)
- John Wodehouse, I conte di Kimberley (1826–1902)
- John Wodehouse, II conte di Kimberley (1848–1932)
- John Wodehouse, III conte di Kimberley (1883–1941)
- John Wodehouse, IV conte di Kimberley (1924–2002)
- John Armine Wodehouse, V conte di Kimberley (n. 1951)

L'erede apparente è l'unico figlio dell'attuale detentore del titolo, David Simon John Wodehouse, lord Wodehouse (n. 1978)